# Marko Ivan Rupnik
Marko Ivan Rupnik (Salloga d'Idria, 28 novembre 1954) è un artista, teologo e presbitero sloveno, ex membro della Compagnia di Gesù, espulso nel 2023 a seguito delle accuse di abusi sessuali compiuti negli anni verso diverse religiose ed emersi a partire dal 2021.
Insieme all'Atelier d'Arte spirituale del Centro Aletti, di cui è stato direttore, ha realizzato in tutto il mondo opere famose, come i mosaici della Cappella "Redemptoris Mater" in Vaticano, quelli delle basiliche di Fátima e di San Giovanni Rotondo, quelli sulla facciata del santuario di Lourdes, sull'abside della Chiesa di San Romano Martire a Roma, al santuario della Madonna dei Fiori a Bra, nella Cattedrale di Santa Maria Reale dell’Almudena a Madrid, nella cappella del vescovado di Tenerife a San Cristóbal de La Laguna, della cripta della cattedrale di Santo Domingo de la Calzada, della chiesa ortodossa della Trasfigurazione a Cluj, del santuario di san Giovanni Paolo II a Cracovia, del santuario di San Giovanni Paolo II a Washington, del santuario della Madonna di Ta' Pinu a Gozo e della chiesa madre di Supersano, della chiesa di San Pasquale a Bari e della chiesa del Corpus Domini a Bologna. Nella chiesa di San Benedetto il Moro di Acquedolci sono presenti ben 4 mosaici.
Oltre all'attività di artista e di teologo si è dedicato anche a quella più specificamente pastorale, attraverso conferenze e la guida di corsi ed esercizi spirituali. È autore di numerosi libri di teologia e spiritualità, molti dei quali pubblicati dalla casa editrice Lipa.

## Biografia
Nel 1973 entra nella Compagnia di Gesù. Dopo aver studiato filosofia a Lubiana, nel 1977 si iscrive all'Accademia di Belle Arti di Roma che conclude nel 1981 con una tesi dal titolo "Luigi Montanarini e il problema dell'interpretazione". Seguono gli studi di teologia presso l'Università Gregoriana a Roma. Qui si specializza in missiologia, con una licenza su "Vassilij Kandinskij come approccio a una lettura del significato teologico dell'arte moderna alla luce della teologia russa". Nel 1985 diventa sacerdote. Per alcuni anni, dal 1987 al 1991, vive a Gorizia presso il Centro “Stella Matutina” dei gesuiti, dove lavora soprattutto tra i giovani. Nel 1991 consegue il dottorato alla Facoltà di Missiologia della Gregoriana con una tesi guidata da Tomáš Špidlík su “Il significato teologico missionario dell'arte nella saggistica di Vjačeslav Ivanovič Ivanov”.
Dal settembre 1991 risiede e opera a Roma presso il Centro Aletti di cui è stato direttore. Insegna alla Pontificia Università Gregoriana e al Pontificio Istituto Liturgico Sant'Anselmo.
Dal 1995 al 2022 è stato Direttore dell’Atelier dell’arte spirituale del Centro Aletti. Dal 1999 al 2013 è stato consultore del Pontificio Consiglio per la Cultura e dal 2012 è consultore del Pontificio Consiglio per la Promozione della Nuova Evangelizzazione.
Nel febbraio 2000 ha ricevuto il premio “France Prešeren”, il più alto riconoscimento per la cultura della Repubblica Slovena. Nel 2002 è stato insignito dell'onorificenza “Segno d'onore della libertà della Repubblica Slovena”, conferitagli dal Presidente della Repubblica. Nel 2003 ha ricevuto il premio internazionale “Beato Angelico” per l'Europa.
Nel 2013 riceve il dottorato honoris causa dall'Università Francisco de Vitoria di Madrid e nel 2014 dalla Facoltà di Teologia di Lugano.
Il 14 gennaio 2017 papa Francesco lo ha nominato consultore della Congregazione per il culto divino e la disciplina dei sacramenti.
A partire dal 2021 sono emersi vari episodi di abusi sessuali compiuti da Rupnik negli anni, che hanno portato la Chiesa ad adottare misure cautelari a suo carico . 
A seguito di queste indagini è emerso che già nel 2020 era stata comminata scomunica latae sententiae all’ex gesuita sloveno per aver assolto e vincolato al silenzio una suora da lui stesso abusata, sebbene tale scomunica sia poi stata rimessa dal Dicastero per la Dottrina della Fede, in seguito a pentimento. 
Come conseguenza dei casi di abusi emersi, il 14 giugno 2023 viene espulso dalla Compagnia di Gesù per decreto del superiore generale padre Arturo Sosa Abascal, a causa del suo "rifiuto ostinato" di obbedire alle restrizioni.

## Il percorso artistico
(Card. Tomàš Špidlík in "I colori dell'Invisibile")

### Gli inizi
Padre Rupnik è un artista del colore. All'inizio del suo percorso è vicino alle avanguardie del XX secolo, in particolare alla pittura astratta di Kandiskij.

“Seguendoli ho inteso la pittura come espressione di un mondo interiore, misterioso, che sfugge alle metodologie rigorose, alla scienza, ma che è essenziale per l'uomo, che è vero quanto è vera l'esistenza dell'uomo stesso, pure se soffocato sotto una cappa formalista e razionalista che reifica anche la persona”

I quadri di questo periodo sono costruiti sulla regola dei contrasti tra i colori, nella ricerca dell'armonia tra di essi. “Dio è la luce, e tutto ciò che è in Dio è nella luce. La comunione è la luce degli uomini. La comunione si coglie nei colori. La comunione in Dio è l'armonia nei colori. Ma l'armonia è possibile nella diversità. L'armonia che Dio vuole è coesione dei colori assoluti, puri, forti. Nella luce, i contrasti spumeggiano uno spettro di comunione. L'amore è quella forza che dai contrasti crea una sinfonia”

“Un giorno una piccola zingara mi disse con orgoglio che aveva gli occhi neri. Portava un fiorellino rosso nel ciuffo dei capelli scuri. Da allora mi sono detto: non è vero che il nero non è un colore”
Tuttavia, a Rupnik non interessa il colore in sé, come espressione dello stato d'animo dell'artista, ma avverte l'urgenza di arrivare a porre a tema il senso della vita, che per lui significa riconoscere la centralità del Cristo.

Anche in questa fase non figurativa, caratterizzata dalla pastosità dei colori, inframmezzata a tessuti, pelli di animali, oggetti, tappeti, l'artista progressivamente comincia la ricerca del “Volto del Cristo”, volto eterno e personale che sta sotto le culture e le tradizioni, quelle degli indiani d'America, degli slavi antichi, dei primordi dell'arte cristiana. “Dall'attenzione alle linee di struttura che lo reggono, il cosmo si mostra come una casa o, più profondamente, come materia compattata attorno alla croce. Come se il segreto della materia e l'origine della luce fossero racchiusi in una trama di croce che traspare solo all'occhio attento alle molte sfumature del nero” (Lorenzo Prezzi)

### L'arte sacra
La frequentazione e l'approfondimento della tradizione spirituale e culturale dell'Oriente cristiano (i Padri, ma anche i teologi russi recenti come Vladimir Sergeevič Solov'ëv, Nikolaj Berdjaev, Sergej Bulgakov, Pavel Florenskij) permettono a Rupnik di attingere al patrimonio della “Chiesa indivisa” del primo millennio e di mostrare quella che ritiene l'insufficienza di una parte della teologia occidentale talvolta imprigionata negli schemi della razionalità strumentale senza capacità simbolica.
“Facevo le mostre, i critici mi hanno notato, e ho capito il rischio che può costituire la fama. Ma sant’Ignazio di Loyola mi orientava alla libertà interiore e la spiritualità dei Padri al cuore monastico….Ho cominciato a congedarmi dalla pittura, dall'arte, dalle mostre. Ho persino coperto alcuni quadri con il nero, per esserne veramente libero.”

Vi è qui un ulteriore passaggio del percorso artistico e spirituale di Marko Rupnik: dall'artista che “sente” all'artista che “serve”. “Vi è un tratto ascetico di spessore fra un'arte proposta come raffinato mestiere e un'arte che risponde alla necessità della «bellezza che salva il mondo» (Dostoevskij)”. (Lorenzo Prezzi)

“Nel 1996 la Chiesa mi ha chiesto di impegnarmi in un'opera artistica liturgica. Allora ho capito con chiarezza che non mi posso più sottrarre, che l'arte non è semplicemente l'espressione dell'artista, ma un servizio, umile come tutti i servizi. L'arte è come l'amore: più è personale, più è universale.”
Questa intuizione porta Rupnik alla ricerca di forme artistiche coerenti e rivolte innanzitutto agli spazi sacri. “Pian piano ho visto sempre più chiaramente che la mia arte trova la sua ragion d'essere nel partecipare alla totalità della liturgia, rendendosi testimone del dolore umano e della redenzione di Dio.”

Non si tratta quindi di scegliere tra figurativismo o astrattismo, ma di tenere presente il linguaggio liturgico: esso si muove sul “personale” e sul “comunitario”. La liturgia per sua natura è spazio che coniuga il soggettivo del credente con l'oggettivo della "ecclesia": anche l'arte in questo spazio può superare l'antinomia tra soggettivo e oggettivo per arrivare a una essenzialità simbolica,  riconoscibile in ogni momento storico dal popolo cristiano.

In p.Marko matura “la percezione dell'unità organica tra l'evento liturgico che si celebra e l'edificio o lo spazio che lo ospita. L'arte nell'edificio liturgico non è decorativa, ma è costitutiva dell'evento che lì si celebra e della comunità che si riconosce in quell'edificio, immagine della Chiesa, dell'umanità e dell'universo trasfigurati. Abbiamo bisogno di un'arte liturgica che non solo susciti ammirazione, ma anche devozione, riverenza, pietà, senso religioso.”

### I mosaici e l'arte corale del Centro Aletti
Nel 1999, con l'Atelier dell'arte spirituale del Centro Aletti, Marko Rupnik conclude il rinnovo a mosaico della Cappella Redemptoris Mater affidatogli dal papa Giovanni Paolo II. D'ora in poi, l'arte di Rupnik sarà impegnata in un rapporto dialogico tra l'iconografia della tradizione Orientale e la sensibilità artistica della modernità Occidentale, unite in particolare nella tecnica del mosaico. La scelta del mosaico nasce a partire da due motivazioni:
- “il martello non è come la spatola o il pennello. Quella della pietra è un'arte più esigente, più dura, la pietra ha una sua volontà. Se la prendi per il suo verso ti asseconda, se no ti fai male”. La scelta di lavorare con la pietra porta a purificare l'orizzonte interno e la comunicazione con gli altri
- “il mosaico non lo si può fare da soli, è sempre un'opera corale”. Nell'antichità i mosaici erano fatti da artisti che lavoravano sotto la guida di un maestro tutti insieme nel cantiere. Perciò fare mosaici è “un'esperienza ecclesiale”. “Dal lavoro di comunione il movimento materico pian piano si rivela, acquista un volto”. "Qui a Capiago a lavorare con me c'erano dodici artisti. Se ne fossero mancati tre, ne sarebbe venuto un mosaico diverso. Perché nessun mosaico è fatto a tavolino in modo astratto o rigidamente prefissato. Bisogna tenere conto delle persone che concretamente vi lavorano."[12]

I riferimenti di quest'arte musiva sono da ricercare da un lato nella tradizione, dall'altro nella modernità delle correnti più materiche come quelle dell'arte povera.

"Ho impiegato anni di ricerca per arrivare a una semplice essenzialità che si rifà al primo romanico, alla prima epoca bizantina e gotica. Quelle epoche sono di una maturità artistico-spirituale formidabile. Non si tratta di imitare, ma di ispirarsi e ricreare quell'intenzionalità spirituale."

"In questo tempo che scivola sempre di più verso il virtuale e l'immaginario penso sia importante l'amore per la realtà, per la creazione" come fedeltà alla materia amata da un Dio che si è incarnato. "
I mosaici di Rupnik e del Centro Aletti sono composti con tessere irregolari (da pochi millimetri a decine di centimetri) di materiali diversi: granito, marmi, travertino, smalto, argento, madreperla, foglie d'oro. Essi creano un movimento entro cui gli artisti suggeriscono il nesso fra liturgia e storia, fra tempo e salvezza eterna.
In essi il rosso e il blu esplodono come segni della divino-umanità del Cristo, di Maria, dei suoi discepoli e di quanti si lasciano muovere dallo Spirito: essi sono "fondamento incrollabile dell'armonia dei colori, i due colori in cui i cristiani del primo millennio riconoscevano il divino e l'umano» (Crispino Valenziano in "La luce del colore")
Nella chiesa dei Santi Agostino e Monica a Casciago, in provincia di Varese si trova un altro mosaico ad opera di Marko Ivan Rupnik, ugualmente raffigurante la Discesa di Cristo agli inferi.

## Accuse di abusi sessuali
Il 1º dicembre 2022 il sito Silere non possum rende noto che il gesuita ha subito un procedimento canonico ed è stato accusato di abusi psicologici, spirituali e sessuali da alcune sue figlie spirituali. Il giorno seguente, la Compagnia di Gesù ha emesso un comunicato, nel quale confermava che il procedimento era stato condotto dal Dicastero per la Dottrina della Fede e si era concluso con la prescrizione dei delitti contestati a Rupnik. Il Dicastero per la Dottrina della Fede aveva riconosciuto che da parte di p. Marko c'era stata l'assoluzione del complice, e quindi Rupnik era incorso nella scomunica latae sententiae; lo stesso Dicastero per la Dottrina della Fede, in considerazione del pentimento del gesuita, aveva poi levato la scomunica.
Altresì, la Compagnia di Gesù ha comunicato che sul gesuita sono ancora pendenti delle misure di tipo amministrativo cautelare, come la proibizione di confessare, di esercitare la direzione spirituale e di accompagnare gli esercizi spirituali. Inoltre, a padre Rupnik si vieta di esercitare attività pubbliche senza il permesso del suo superiore. Il 21 dicembre 2022 su molti giornali sono state pubblicate notizie di altre violenze asseritamente compiute dal prelato.
In seguito al "ripetuto ed ostinato rifiuto" di Rupnik ad obbedire alle misure restrittive, il 15 giugno 2023 il superiore generale padre Arturo Sosa Abascal decreta l'espulsione di Rupnik dalla Compagnia di Gesù e Il 20 ottobre 2023 la Santa Sede ha emesso un decreto di scioglimento della Comunità di Loyola, che conta oggi una quarantina di consacrate, la cui fondatrice è la slovena Ivanka Hosta. Nella sua costituzione e nei suoi inizi ebbe un ruolo fondamentale l’allora giovane gesuita sloveno Marko Ivan Rupnik, accusato poi di plurimi abusi sessuali e psicologici, anche da consacrate della comunità.
Tuttavia, in seguito alla Visita canonica disposta in data 16 gennaio 2023 presso il Centro Aletti, sono emersi elementi che mettono in dubbio la veridicità della vicenda. Il 18 settembre 2023, sul sito della Diocesi di Roma, è stata pubblicata una «Nota sulla conclusione della visita canonica».
In essa si afferma che al Centro Aletti è presente una vita sana e priva di particolari criticità. A proposito di p. Rupnik il Visitatore ha riscontrato e segnalato una serie di gravi anomalie nei documenti esaminati, soprattutto quelli riguardanti la sua scomunica, che hanno “generato fondati dubbi sulla stessa richiesta di scomunica”. Per questo motivo, il Cardinal Vicario, considerato l’esito della Visita e le gravi difformità riscontrate, “ha rimesso la relazione alle Autorità competenti”.
Ma in seguito alla testimonianza di due delle 21 ex religiose vittime di abusi, che hanno incontrato i media a Roma presso la Federazione Nazionale della Stampa italiana (FNSI), la Sala Stampa vaticana ha riferito il lavoro compiuto in questi mesi dal Dicastero sulla vicenda dell’ex gesuita e le indagini proseguono.
Dopo le accuse gli appelli per la rimozione delle opere d'arte del sacerdote sono stati costanti. In Francia i vescovi hanno costituito una sorta di commissione per valutare se smantellare a Lourdes i mosaici. Il Vaticano ha però  deciso di non smantellare le opere di Rupnik.